# Erik Larsson (kemist)
Erik Lorens Larsson, född 8 mars 1899 i Malmö, död 24 juni 1985 i Lund, var en svensk kemist.
Erik Larsson var son till järnvägstjänstemannen Per Larsson. Han avlade studentexamen i Lund 1916, studerade därefter vid Lunds universitet och blev filosofie kandidat 1919, filosofie licentiat 1921, filosofie magister 1922 och filosofie doktor 1924. Larsson hade amanuensförordnanden vid medicinskt-kemiska institutionen 1922–1924, var docent i kemi 1924–1936 och uppehöll professuren i kemi med undervisningsskyldighet i oorganisk och fysikalisk kemi 1926–1929 och en del av vårterminen 1936. År 1936 blev han professor i organisk kemi vid Chalmers tekniska institut. Larsson utgav ett femtiotal arbeten inom fysikalisk och organisk kemi. De behandlade främst problem rörande den elektrolytiska dissociationsteorin och organiska svavelföreningars kemi. Han är begravd på Norra kyrkogården i Lund.